# Épreuve du kilomètre aux Jeux olympiques d'été de 2000
Navigation
Atlanta 1996 Athènes 2004
L'épreuve du kilomètre masculine aux Jeux de 2000 consiste en une course contre-la-montre dans laquelle chacun des 16 participants essaye d'établir le meilleur temps en parcourant quatre tours de piste (1 kilomètre).

## Course (16 septembre)
| Rang | Athlète             | Pays               | Temps               |
| ---- | ------------------- | ------------------ | ------------------- |
| 1    | Jason Queally       | Grande-Bretagne    | 1 min 01 s 609 (RO) |
| 2    | Stefan Nimke        | Allemagne          | 1 min 02 s 487      |
| 3    | Shane Kelly         | Australie          | 1 min 02 s 818      |
| 4    | Sören Lausberg      | Allemagne          | 1 min 02 s 937      |
| 5    | Arnaud Tournant     | France             | 1 min 03 s 023      |
| 6    | Dimitrios Georgalis | Grèce              | 1 min 04 s 018      |
| 7    | Grzegorz Krejner    | Pologne            | 1 min 04 s 156      |
| 8    | Garen Bloch         | Afrique du Sud     | 1 min 04 s 478      |
| 9    | Narihiro Inamura    | Japon              | 1 min 05 s 085      |
| 10   | Julio César Herrera | Cuba               | 1 min 05 s 537      |
| 11   | Matt Sinton         | Nouvelle-Zélande   | 1 min 05 s 706      |
| 12   | Jim Fisher          | Canada             | 1 min 05 s 835      |
| 13   | Martin Polk         | République tchèque | 1 min 03 s 851      |
| 14   | Jonas Carney        | États-Unis         | 1 min 03 s 968      |
| 15   | David Cabrero       | Espagne            | 1 min 07 s 710      |
| 16   | Gvido Miezis        | Lettonie           | 1 min 08 s 113      |

## Sources
- Résultats